# 코파 리베르타도레스 페메니나
코파 리베르타도레스 페메니나(스페인어: Copa Libertadores Femenina, 포르투갈어: Copa Libertadores Feminina 코파 리베르타도르스 페미니나[*]) 또는 여자 코파 리베르타도레스는 남아메리카의 여자 축구 클럽들을 대상으로 매년 열리는 클럽 축구 대회로 남미 축구 연맹(CONMEBOL)에서 주관한다. 2009년에 남미 축구 연맹이 남자 코파 리베르타도레스와 비슷한 대회를 창설했다.
코파 리베르타도레스 페메니나 시즌은 남미 축구 연맹(CONMEBOL)에서 지명한 국가에서 개최된다. 2009 시즌, 2010 시즌에서는 10개 팀이 참가했지만 2011 시즌부터는 12개 팀이 참가하고 있다. 코파 리베르타도레스 페메니나에는 CONMEBOL에 가입한 10개국의 여자 축구 리그 우승 팀, 지난 코파 리베르타도레스 페메니나 시즌 우승 팀, 개최국의 축구 협회에서 특별 지명한 여자 축구팀이 참가한다.
조별 예선에서 각 조 1위를 차지한 3개 팀, 각 조 2위 팀 가운데 성적이 가장 높은 1개 팀이 준결승전에 진출한다. 준결승전에서 패배한 팀은 3, 4위전을 치르고 준결승전에서 승리한 팀은 결승전을 치르게 된다.

## 역대 시즌
| 시즌      | 개최국   | 우승                | 점수               | 준우승                    | 3위               | 점수               | 4위                    |
| --------- | -------- | ------------------- | ------------------ | ------------------------- | ----------------- | ------------------ | ---------------------- |
| 2009 상세 | 브라질   | 산투스              | 9-0                | 우니베르시다드 아우토노마 | 포르마스 인티마스 | 2-0                | 에베르톤               |
| 2010 상세 | 브라질   | 산투스              | 1-0                | 에베르톤                  | 보카 주니어스     | 2-1                | 데포르티보 키토        |
| 2011 상세 | 브라질   | 상조제              | 1-0                | 콜로-콜로                 | 산투스            | 6-0                | 카라카스               |
| 2012 상세 | 브라질   | 콜로-콜로           | 0-0 (승부차기 4-2) | 포스 카타라타스           | 상조제            | 1-0                | 비토리아 다스 타보카스 |
| 2013 상세 | 브라질   | 상조제              | 3-1                | 포르마스 인티마스         | 콜로-콜로         | 6-3                | 문도 푸투로            |
| 2014 상세 | 브라질   | 상조제              | 5-1                | 카라카스                  | 세로 포르테뇨     | 0-0 (승부차기 5-3) | 포르마스 인티마스      |
| 2015 상세 | 콜롬비아 | 페호비아리아        | 3-1                | 콜로-콜로                 | UAI 우르키사      | 1-1 (승부차기 6-5) | 상조제                 |
| 2016 상세 | 우루과이 | 스포르티보 림페뇨   | 2-1                | 에스투디안테스 데 과리코  | 포스 카타라타스   | 0-0 (승부차기 3-1) | 콜론                   |
| 2017 상세 | 파라과이 | 아우다스/코린치앙스 | 0-0 (승부차기 5-4) | 콜로-콜로                 | 리버 플레이트     | 2-1                | 세로 포르테뇨          |
| 2018 상세 | 브라질   | 아틀레티코 우일라   | 1-1 (승부차기 5-3) | 산투스                    | 이란두바          | 1-1 (승부차기 2-0) | 콜로-콜로              |